# ابوعبدالله خوارزمی
ابوعبدالله محمد بن احمد بن یوسف خوارزمی کاتب. در حدود ۹۷۶ میلادی برآمد، دانش‌نامه‌نویس ایرانی. در ۹۷۶ میلادی مفاتیح‌العلوم را به عربی نوشت که از لحاظ اهمیتش برای مطالعهٔ علم و فرهنگ اسلامی آن روزگار از الفهرست و رسائل اخوان‌الصفا فروتر نیست. این کتاب برحسب اصطلاحات فنی طبقه‌بندی شده؛ نویسنده علوم را به دو مقالت کرده: مقالت اول در علم شریعت و علوم عربی مرتبط با آن، و مقالت دوم در علوم مردم غیرعرب (یونانی، سریانی، ایرانی، هندی). مقالت اول شامل فقه، کلام، نحو، کتابت (شامل اصطلاحات اداری)، شعر و عروض، و اخبار است. مقالت دوم شامل فلسفه (این قسمت حاوی طبقه‌بندی علوم است)، منطق، طب، حساب، هندسه، نجوم، موسیقی، مکانیک (حیل)، و کیمیاست.